# Cartierul Depozitelor din Baia Mare
Cartierul Depozitelor este un cartier din vestul municipiului Baia Mare.